# Pedro Martínez Cartón
Pedro Martínez Cartón (Los Barrios, Cádiz, 21 de junio de 1905 - México, 27 de diciembre de 1977) fue un tipógrafo, líder sindical y político español, diputado de la fracción política comunista, miembro del Congreso de los Diputados de España por la provincia de Badajoz durante la última legislatura del período de la Segunda República.
Durante la Guerra civil tuvo un destacado papel como militar, alcanzando la graduación de teniente coronel del Ejército republicano. Tras el final de la contienda se exilió en la Unión Soviética y en México.

## Biografía

### Primeros años
Su familia se traslada a Madrid, donde transcurrirá su infancia. Trabajó de camarero en el Café «Jorge Juan», lugar frecuente de tertulia de los escritores de la Generación del 98. Más tarde se convertiría en vicepresidente de la Federación Gráfica de la Unión General de Trabajadores (UGT), de tendencia socialista, aunque a posteriori se integrase en el PCE.
En las elecciones de 1936 fue elegido diputado por la circunscripción de Badajoz, siendo el undécimo candidato más votado de su circunscripción.

### Guerra Civil
Tras el fracaso del golpe de Estado organiza las milicias de Extremadura, donde tiene un papel relevante. A finales de 1936 se formó la 16.ª Brigada Mixta en Ciudad Real, recayendo el mando en el mayor de milicias Martínez Cartón y siendo su comisario Eugenio Castro Sánchez, procedente de la UGT pero afín al Partido Comunista. 
A comienzos de 1937 la brigada participa en  el asedio del Santuario de Nuestra Señora de la Cabeza, donde después de un largo cerco logró acabar con la resistencia de un grupo de guardias civiles sublevados. Tras lograr este éxito, Martínez Cartón se hace cargo de la 64.ª División del XIX Cuerpo de Ejército, al mando de la cual participó activamente en la Batalla de Teruel. Posteriormente estuvo al frente de la 52.ª División durante la campaña de Levante. En septiembre de 1938 ascendió al rango de teniente coronel. En marzo de 1939 se opuso militarmente al establecimiento del Consejo Nacional de Defensa, organismo que asumió el papel de gobierno provisional en lo que quedaba de la República Española tras el golpe militar protagonizado por el coronel Casado contra el Gobierno de Juan Negrín. Las fuerzas de Martínez Cartón llegaron a amenazar con tomar Puertollano. Sin embargo, su resistencia acabaría siendo aplastada por el Ejército de Extremadura al mando del general Escobar.

### Exilio
Fracasada su resistencia al Golpe de Casado, se marchó a la Unión Soviética junto a otros dirigentes comunistas.
Posteriormente se trasladaría a Hispanoamérica, instalándose en México. Contrajo matrimonio con Ruth Kahn, militante del KPD que había estado destinada en España. Durante su estancia en México se produjo un distanciamiento entre Martínez Cartón y la dirección del PCE, al punto de acabar quedando fuera de la organización. Más adelante mantuvo contactos con Jesús Hernández, antiguo dirigente comunista que había caído en desgracia. Martínez Cartón llegaría a colaborar con algunas iniciativas políticas que lideró Hernández, como el Movimiento de Acción Socialista o el Partido Comunista Español Independiente, ambas de escasísima influencia.
Falleció en México en 1977.